# Platycephala josephi
Platycephala josephi är en tvåvingeart som beskrevs av Cherian 1978. Platycephala josephi ingår i släktet Platycephala och familjen fritflugor. Inga underarter finns listade i Catalogue of Life.